# Mornington Island
Mornington Island är en ö i Australien. Den ligger i delstaten Queensland, omkring 1 900 kilometer nordväst om delstatshuvudstaden Brisbane. Arean är 977 kvadratkilometer. Den sträcker sig 38,2 kilometer i nord-sydlig riktning, och 59,8 kilometer i öst-västlig riktning.
I omgivningarna runt Mornington Island växer huvudsakligen savannskog. Trakten runt Mornington Island är nära nog obefolkad, med mindre än två invånare per kvadratkilometer. Savannklimat råder i trakten. Genomsnittlig årsnederbörd är 1 290 millimeter. Den regnigaste månaden är januari, med i genomsnitt 453 mm nederbörd, och den torraste är augusti, med 2 mm nederbörd.